# Przełęcz pod Śmielcem
Przełęcz pod Śmielcem – przełęcz na wysokości ok. 1390 m n.p.m. w Sudetach Zachodnich w Karkonoszach.
Przełęcz położona jest w zachodniej części Karkonoszy, w środkowej części Śląskiego Grzbietu, pomiędzy Wielkim Szyszakiem a Śmielcem.
Przez przełęcz przechodzi granica z Czechami. Obszary na północ od przełęczy leżą w Karkonoskim Parku Narodowym a po południowej stronie granicy w Krkonošským národním parku. Przełęcz pokrywa rumowisko skalne porośnięte kosodrzewiną. 

## Turystyka
Przez przełęcz prowadzą dwa szlaki turystyczne:
- – czerwony szlak przyjaźni ze Szrenicy na Przełęcz Okraj,
- - niebieski do Piechowic.